# Ламменс, Сенне
Се́нне Ла́мменс (нидерл. Senne Lammens; родился 7 июля 2002, Зоттегем) — бельгийский футболист, вратарь клуба «Антверпен».

## Клубная карьера
Выступал за молодёжные команды «Бамбрюгге», «Дендер» и «Брюгге». 17 июля 2021 года дебютировал в основном составе «Брюгге» в матче на Суперкубок Бельгии против «Генка» и помог своей команде одержать победу. 25 июля 2021 года дебютировал в высшем дивизионе чемпионата Бельгии, выйдя в стартовом составе «Брюгге» в матче против «Эйпена».
В июне 2023 года перешёл в «Антверпен», подписав с клубом четырёхлетний контракт.

## Карьера в сборной
Выступал за сборные Бельгии до 15, до 16, до 17, до 18 лет и до 21 года.

## Достижения
- Обладатель Суперкубка Бельгии: 2021